# Pecktonville
Pecktonville es un lugar designado por el censo ubicado en el condado de Washington en el estado estadounidense de Maryland. En el Censo de 2010 tenía una población de 167 habitantes y una densidad poblacional de 109,47 personas por km².

## Geografía
Pecktonville se encuentra ubicado en las coordenadas 39°39′58″N 78°2′54″O / 39.66611, -78.04833. Según la Oficina del Censo de los Estados Unidos, Pecktonville tiene una superficie total de 1.53 km², de la cual 1.53 km² corresponden a tierra firme y (0%) 0 km² es agua.

## Demografía
Según el censo de 2010, había 167 personas residiendo en Pecktonville. La densidad de población era de 109,47 hab./km². De los 167 habitantes, Pecktonville estaba compuesto por el 98.8% blancos, el 0% eran afroamericanos, el 0% eran amerindios, el 0.6% eran asiáticos, el 0% eran isleños del Pacífico, el 0.6% eran de otras razas y el 0% pertenecían a dos o más razas. Del total de la población el 0.6% eran hispanos o latinos de cualquier raza.